# كونغرس ولاية لويزيانا
كونغرس ولاية لويزيانا (بالإنجليزية: Louisiana State Legislature)‏   هي الهيئة التشريعية للويزيانا، تتكون من المجلس الأعلى  مجلس شيوخ ولاية لويزيانا
، والمجلس الأدنى مجلس نواب لويزيانا  الذي يضم 105 مقعداً.